# Bisencya viettei
Bisencya viettei är en skalbaggsart som beskrevs av Marc Lacroix 1993. Bisencya viettei ingår i släktet Bisencya och familjen Melolonthidae. Inga underarter finns listade.